# Фрумосу (Сучава)
Фрумосу (рум. Frumosu) — село у повіті Сучава в Румунії. Входить до складу комуни Фрумосу.

## Розташування
Село знаходиться на відстані 354 км на північ від Бухареста, 45 км на захід від Сучави.

## Історія
Давнє українське село південної Буковини. За переписом 1900 року в селі Фрумоса Кимполунгського повіту були 335 будинків, проживали 1826 мешканців: 190 українців, 1215 румунів, 33 німці, 306 євреїв, 12 поляків та 8 осіб інших національностей.

## Населення
За даними перепису населення 2002 року у селі проживали 2267 осіб, з них 2262 особи (99,8%) румунів. Рідною мовою 2266 осіб (> 99,9%) назвали румунську.